# Kobierzyce
Kobierzyce (in tedesco Koberwitz) è un comune rurale polacco del distretto di Breslavia, nel voivodato della Bassa Slesia.
Ricopre una superficie di 149,11 km² e nel 2004 contava 12 814 abitanti.

## Amministrazione

### Gemellaggi
Kobierzyce è gemellata con:
- Piove di Sacco (PD)[1]